# Natdschawyn Dariimaa
Natdschawyn Dariimaa (mongolisch Натжавын Дариймаа, englisch Natjav Dariimaa, ᠨᠠᠲᠵᠠᠪᠤᠨ ᠳᠠᠷᠢᠶᠢᠮᠠᠭ; * 19. Mai 1950 in Songino) ist eine ehemalige mongolische Bogenschützin.
Dariimaa nahm an den Olympischen Spielen 1972 in München und 1976 in Montreal teil und erreichte den 14. Rang, beziehungsweise 22. Rang.